# 나고야 임해 고속 철도
나고야 임해 고속 철도 주식회사(일본어: 名古屋臨海高速鉄道 株式会社)는 일본의 철도 기업이다.

## 역사
- 1997년 12월 2일: 나카구에서 설립.
- 2004년 10월 6일: 니시나고야 항선(나고야 ~ 긴조 부두) 개통.
- 2004년 12월 22일: 본사 이전.
- 2011년 2월 11일: 마나카 도입.

## 보유 철도 노선
- 니시나고야 항선(15.2 km)

## 보유 차량

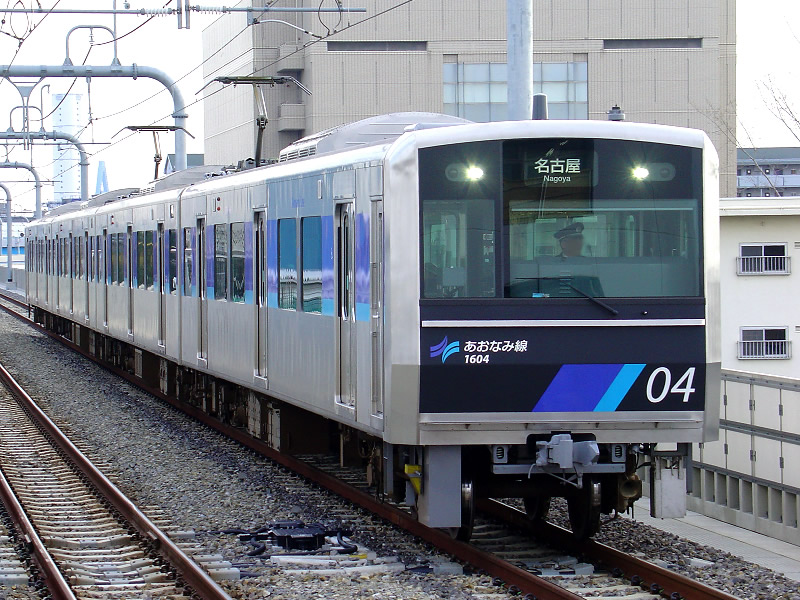
1000형

- 1000형